# Майкл Данте ДіМартіно
Майкл Данте ДіМартіно (англ. Michael Dante DiMartino) — один з творців, виконавчий продюсер і сценарист серіалів «Аватар: Останній захисник» і «Аватар: Легенда про Кору».

## Біографія
У 1996 році він закінчив Школу дизайну в Род-Айленді, де навчався разом з Браяном Конецько. В цей час Майкл вже працював на Film Roman Studios, беручи участь у створенні таких мультсеріалів, як «Гріфіни», «Місія Хілла» і «Король Гори». В цей же час він намалював свій власний короткометражний мультфільм «Atomic Love», який демонструвався на кількох престижних фестивалях. У 2002 році разом Браяном Конецько він почав працювати над новим серіалом за замовленням Nickelodeon . Цим серіалом став «Аватар: Легенда про Аанга», що приніс їм успіх. Фінальну серію серіалу Майкл присвятив своєму батькові.
У 2011 році Браян і Майкл представили свою нову роботу — серіал «Аватар: Легенда про Кору». Після успіху показу Першої Книги навесні-влітку 2012 року, вони створили ще три сезони серіалу.
1. ↑  Internet Speculative Fiction Database — 1995.
2. ↑  BD Gest'